# Apuarema
Apuarema är en kommun i Brasilien.   Den ligger i delstaten Bahia, i den östra delen av landet, 900 km öster om huvudstaden Brasília. Antalet invånare är 7 463.
I omgivningarna runt Apuarema växer i huvudsak städsegrön lövskog. Runt Apuarema är det ganska glesbefolkat, med 32 invånare per kvadratkilometer.